# Last Rites (1988)
Last Rites (deutsche Verweistitel: Last Rites – Im Fegefeuer der Sünde oder Last Rites – Sakrament des Todes) ist ein US-amerikanischer Spielfilm aus dem Jahr 1988. Der Regisseur war Donald P. Bellisario, der auch das Drehbuch schrieb. Die Hauptrollen spielten Tom Berenger und Daphne Zuniga.

## Handlung
Der in New York City tätige Priester Michael Pace wird gerufen, die letzte Ölung eines angeschossenen Mannes vorzunehmen, der kurz darauf stirbt. Er kannte den Mann, der mit ihm verwandt war.
Später legt die Tänzerin Angela bei Pace ihre Beichte ab. Sie war eine Geliebte des getöteten Mannes und sie war dabei, als dieser vor seiner Frau erschossen wurde. Pace will der Frau helfen, besucht sie in ihrer Wohnung. Dort können Pace und Angela nur knapp den Killern entkommen, die von der betrogenen Ehefrau und ihrem Vater, dem Mafiaboss Carlo Pace, entsandt wurden. Michael bietet Angela Zuflucht in seiner Kirche.
Es stellt sich heraus, dass Michael Pace derselben Familie entstammt, die Angela jagt; Don Carlo Pace ist sein Vater. Michael verliebt sich in sie, stellt aber auch fest, dass diese ihn zum eigenen Schutz missbraucht.

## Kritiken
„Spannend konstruierter, dichter Thriller, der weitgehend vom Gewissenskonflikt des Priesters lebt, zum Ende jedoch merklich abbaut und mit einem indiskutablen Schluß aufwartet.“